# Hugo Sotil
Hugo Alejandro Sotil Yerén, född 18 maj 1946 i Ica, död 30 december 2024, var en peruansk  fotbollsspelare och tränare. Tillsammans med Teófilo Cubillas och Héctor Chumpitaz var Sotil en av Perus stora stjärnor under 1970-talet. Han var med i Perus landslag som vann Copa América 1975, samt i VM 1970 och VM 1978.

## Spelarkarriär

### Klubblag
1968 flyttades Hugo Sotil upp till Deportivo Municipals A:lag där han under sin debutsäsong gjorde 10 mål på 18 matcher och hjälpte laget till att flytta upp till Perus högsta serie. 1973 gjorde Sotil mål i en All-star match mellan Sydamerika och Europa. Flera av dåtidens stora stjärnor spelade i matchen såsom Johan Cruyff, Franz Beckenbauer, Roberto Rivelino och Sotils landsman Teófilo Cubillas.
Sotil flyttade 1973 till spanska storklubben FC Barcelona, där han gjorde sin debut 21 augusti under träningsturneringen Joan Gamper-pokalen som Barcelona vann efter finalseger mot tyska Borussia Mönchengladbach. Under säsongen 1973/74 var han med och vann Barcelonas första pokal på 14 år, då klubben vann La Liga. Han tappade dock sin plats i laget den efterföljande säsongen dels på att Barcelona värvade Johan Neeskens, och dels på grund av sitt alkoholmissbruk. Sotil stannade i Barcelona tills 1977 då han flyttade hem till Peru för spel med Alianza Lima.
I Alianza Lima vann han ligan både 1977 och 1978 och gjorde 25 mål på 45 matcher för klubben. 1979 drog Sotil vidare, nu till Colombia och Independiente Medellín där han bara mäktade med åtta mål på 32 matcher. Hugo Sotil flyttade 1981 hem till sin moderklubb Deportivo Municipal där han spelade i tre säsonger innan han varvade ner i mindre klubbar som Los Espartanos och Deportivo Junín där han avslutade sin karriär.

### Landslag
Hugo Sotil gjorde debut för Peru 4 februari 1970 i en vänskapsmatch mot Bulgarien, där han gjorde tre mål i 5-3 segern. Totalt kom han att spela 62 landskamper och gjorde 18 mål. Sotil var med i Perus trupp till VM 1970, där han mestadels fick agera inhoppare i en turnering där Peru blev utslagna mot blivande mästarna Brasilien i kvartsfinalen med 4-2.
Sotil var även med när Peru vann Copa América 1975 för andra gången i landets historia. Sotil avgjorde finalen mot Colombia, när han gjorde matchens enda mål. I VM 1978 spelade Sotil två matcher då Peru åkte ut i den andra gruppspelsomgången efter tre raka förluster.

## Meriter
Deportivo Municipal
- Peruanska Segunda División: 1968

FC Barcelona
- La Liga: 1974

Alianza Lima
- Peruanska Primera División: 1977, 1978

Los Espartanos
- Copa Perú: 1984

Peru
- Copa América: 1975